# Гроте Ребер
Гроте Ребер (22 декември 1911 – 20 декември 2002) е американски пионер в радиоастрономията, който съчетава интересите му в аматьорското радио и аматьорската астрономия. Той играе важна роля в разследването и разширяването на пионерската работа на Карл Янски и провежда първото проучване на небето в радиочестотите.
Неговата радио антена от 1937 г. е втората, използвана за астрономически цели, и първата параболична отразяваща антена, използвана като радиотелескоп. В продължение на почти десетилетие той е единственият радиоастроном в света.

## Биография
Ребер се раджа и израства в Уитън, Илинойс, предградие на Чикаго. Той завършва Технологичния институт за броня (сега Технологичен институт в Илинойс) през 1933 г. със специалност електроинженер. Ребер е радиолюбител и работи за различни производители на радио в Чикаго от 1933 до 1947.
Когато научава за работата на Карл Янски през 1933 г., той решава, че това е сферата, в която иска да работи, и кандидатства в Bell Labs, където работи Янски.

### Ранни експерименти с радиотелескоп
През лятото на 1937 г. Ребер решава да построи собствен радиотелескоп в задния си двор в Уитън, Илинойс. Радиотелескопът на Ребер е значително по-усъвършенстван от този на Янски и се състои от параболична метална чиния с диаметър 9 метра, фокусирана към радиоприемник на 8 метра над чинията. Целият възел е монтиран на накланяща се стойка, което му позволява да бъде насочено в различни посоки, макар и да не се обръща. Телескопът е завършен през септември 1937 г.
Първият приемник на Ребер работи на 3300 MHz и не успява да засече сигнали от Космоса; Вторият му приемник, работещ на 900 MHz – също. Накрая, третият му опит, на честота 160 MHz, е успешен през 1938 г. Така той потвърждава откритието на Янски. През 1940 г. Ребер постига първата си професионална публикация  в Astrophysical Journal.Той насочва вниманието си към създаването на радиочестотна карта на небето, която завършва през 1941 г. и разширява през 1943 г. Той публикува значителна част от работата си през тази епоха и е инициатор на пика“ на радиоастрономията в непосредствения ѝ период след Втората световна война (1939 – 1947). Неговите данни, публикувани като контурни карти, показват, за първи път яркостта на небето, в дължини на радиовълните и разкриват съществуването на радио източници като Cygnus A и Cassiopeia A. В продължение на почти десетилетие от 1937 г. насам той е единственият радиоастроном в света. По това време радиоастрономията е млада наука. Едва Втората световна война тя сериозно разширява степента на своето познание и учените, придобиват много нови знания.
През това време той разкрива загадка, която не е обяснена до 50-те години на миналия век. Стандартната теория за радиоизлъчванията от космоса е, че те се дължат на излъчване на черното тяло, светлина (от която радиото е невидима форма), която се отделя от всички горещи тела. Използвайки тази теория, следва да се очаква, че ще има значително повече високоенергийна светлина, отколкото нискоенергийна, поради наличието на звезди и други горещи тела. Ребер обаче показа, че обратното е вярно и че има значително количество нискоенергиен радиосигнал. Едва през 50-те години на миналия век синхротронното лъчение се предлага като обяснение за тези измервания.

### Изследвания в средночестотния спектър
Започвайки през 1951 г., той получава щедра подкрепа от Research Corporation в Ню Йорк и се премества на Хаваите.  През 50-те години той желае да се върне към активни изследвания, но голяма част от областта вече е изпълнена с много големи и скъпи инструменти. Вместо това той се обръща към поле на науката, което се пренебрегва до голяма степен – на радиочестотни сигнали със средна честота (хектометър) в диапазона 0,5 – 3 MHz, около AM излъчваните ленти. Сигналите с честоти под 30 MHz обаче се отразяват от йонизиран слой в земната атмосфера, наречен йоносфера. През 1954 г. Ребер се премества в Тасмания, най-южният щат на Австралия, където работи с Бил Елис, в университета в Тасмания. 